# Vršky pod Špičákem
Vršky pod Špičákem jsou přírodní rezervace nedaleko města Odolena Voda ve Středočeském kraji přibližně třicet kilometrů od Prahy. Její dominantou je kopec Špičák s nadmořskou výškou 250 metrů a několik nižších vrchů, které jej obklopují. Jako přírodní památka byly Vršky pod Špičákem vyhlášeny 1. ledna 2012.
Ochrana území se zde zaměřuje na xerotermní trávníky a skalní výchozy, kde se vyskytují ohrožené a vzácné druhy, které jsou na teplomilné trávníky úzce vázány. Mezi nejvýznamnější patří koniklec luční, divizna brunátná a křivatec český.
Vulkanická činnost v minulosti přispěla v tomto území k rozšíření acidofilní vegetace, která spolu s hmyzem a dalšími druhy vzácných rostlin tvoří jedinečný ekosystém. Ochrana rezervace se zaměřuje na udržení bezlesých stepních oblastí pro zachování původního rázu krajiny.

## Přírodní poměry

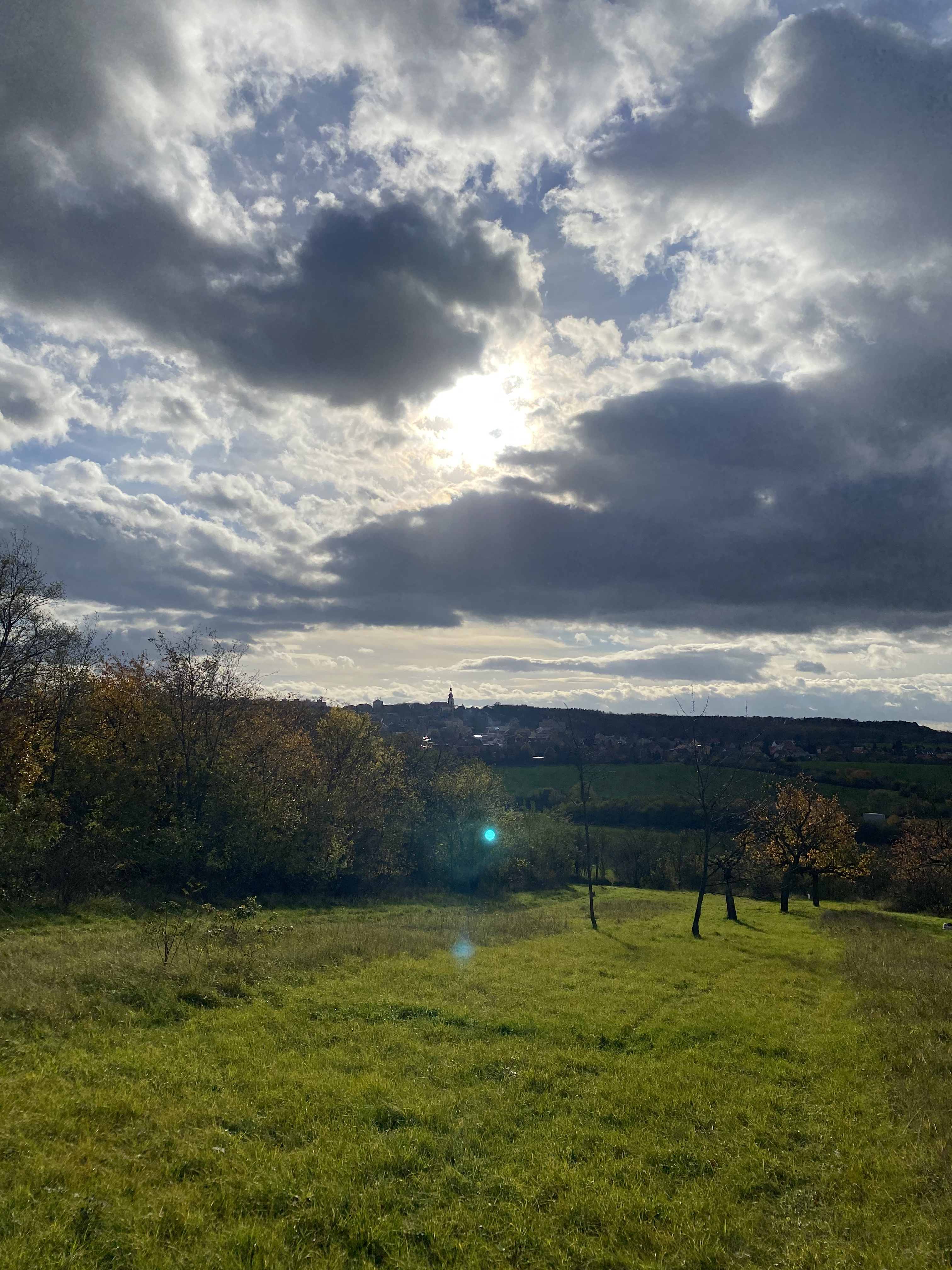
Pohled z rezervace směrem k městu Odolena Voda

Vršky pod Špičákem se nacházejí v okrese Praha-východ, severně od města Odolena Voda a jako samostatný pruh na menších kopcích se táhne podél severovýchodního okraje obdělávané půdy zhruba 250–500 metrů severně od vrcholu kopce Špičák (250 metrů). Rezervaci v nadmořské výšce 216–250 metrů a rozlohou 6,67 hektaru obklopuje vyhlášené ochranné pásmo o rozloze 11,53 hektaru.

### Geologie a geomorfologie
Přírodní rezervace orograficky náleží k České křídové tabuli a rozkládá se na čistecko-jesenickém a tiském masivu. Geomorfologicky se nachází ve Středolabské tabuli.
Podloží je tvořeno horninami Barrandienského proterozoika, převážně bazaltem a andezitobazaltem. Nachází se v něm prachovce a břidlice neoproterozoického stáří, které vystupují z holocenních sedimentů.
Kopce v okolí města, včetně Špičáku, vznikly vulkanickou činností. Díky bazickému podkladu se na nich rozšířily suché trávníky a s nimi úzce spjaté ohrožené druhy stepního hmyzu. Část území je díky kamenitému podloží bezlesá. Lokalita má vhodné parametry na to, aby mohla sloužit jako potenciální zdroj kvalitního drceného kameniva nebo tmavého dekoračního kamene.

## Historie
V určitých částech chráněného pásma, kde byl hlubší půdní pokryv, se zemědělsky hospodařilo a plocha byla přeměněna v ornou půdu. Většina území však byla využívána jako pastvina pro dobytek. Díky dlouhotrvající pastvě se území udržovalo bezlesé, a mohl se zde rozvinout stepní charakter s acidofilní vegetací a teplomilnými trávníky, které jsou domovem mnoha vzácných a ohrožených druhů hmyzu a jiných živočichů.
Z historické mapy z 19. století je patrné, že byla lokalita v tomto období obhospodařována i jako sad. Později byly uměle zalesněny oblasti severního svahu Špičáku a svahy hřebenu vedoucí k železniční trati. Byly zde vysázeny dřeviny s převahou dubu červeného (Quercus rubra), modřínu (Larix) a smrku (Picea). 

## Přírodní poměry

### Flóra
Vulkanickou činností zde vzniklo několik menších vršků, na kterých je porost tvořen suchými trávníky a acidofilní vegetací sukulentů a efemérů. Mezi vzácné teplomilné společenstvo sukuletnů, mechů a lišejníků patří Alysso-Sedetum. Plochy, jako travní porosty, sloužily jako pastviny ještě v padesátých letech 20. století. Později začaly být poznamenávány výsadbami dřevin a zarůstaním křovinatou vegetací. Z významných druhů zde roste kozinec dánský (Astragalus danicus), mochna písečná (Potentilla incana), chrpa latnatá (Centaurea stoebe), pupava obecná (Carlina vulgaris) či houba outkovka rumělková (Pycnoporus cinnabarinus).
Z ohrožených druhů zde nalezneme mimo jiné křivatec český (Gagea bohemica), který je v Česku považován za silně ohrožený druh, diviznu brunátnou (Verbascum phoeniceum) a koniklec luční český (Pulsatilla pratensis), který se zde rozrostl do početné populace.
Hřebeny kopců jsou převážně tvořeny mezofilními ovsíkovými a kostřavovými loukami (Arrhenatherion). Na skalních hřbetech se vyskytují bělozářky liliovité (Anthericum liliago) a třtina křovištní (Calamagrostis epigejos). Na vrcholech a sušších místech svahů se nachází společenstva xerotermních a semixerotermních travnatých bylin patřících do třídy Festuco-Brometea. Z této třídy zde hojně roste nejznámější kostřava walliská (Festuca valesiaca) a další bohatá a pestrá společenstva skalních stepí.

### Fauna
Rozvolněné křoviny, skalnaté oblasti a xerotermní trávníky poskytují útočiště a potravu řadě živočichům. Mezi pravidelně vyskytující se patří ještěrka obecná (Lacerta agilis), která je chráněná jako silně ohrožený druh. V rezervaci jsou pozorovány i zástupci z řad ptáků, mezi které mimo jiné patří ťuhýk obecný (Lanius collurio), strnad luční (Emberiza calandra), slavík obecný (Luscinia megarhynchos) nebo pěnice vlašská (Sylvia nisoria). 
Ze zástupců bezobratlých živočichů je důležité zmínit motýla otakárka fenyklového, kterého můžeme zahlédnout u vrcholku Špičák, kde roste sesel fenyklový. Dále roháč obecný, ten ale nebyl již delší dobu na území spatřen.
Mezi méně často vyskytující se živočichy patří koroptev polní, která se na území dostává z přilehlých polí nebo veverka obecná.

## Ochrana přírody
Hlavním předmětem ochrany jsou teplomilné trávníky a skalní výchozy, na kterých se vyskytují vzácné a ohrožené druhy rostlin (acidofilní vegetace sukulentů a efemérů) a živočichů.
Cílem ochrany v této přírodní rezervaci je trvale zachovat unikátní suché trávníky, které se nachází na vulkanicky vzešlých hřebenech kopců. Díky pastvě zvířat, která v minulosti nepřetržitě probíhala, se zde rozrostly cenné acidofilní druhy rostlin a na ně vázané ohrožené druhy stepního hmyzu. Zásadním záměrem je tedy udržet území bezlesé a zabránit další expanzi dřevin, které byly na území v minulosti uměle vysázeny.
V současnosti není na chráněném území prováděn žádný management. Přesto existují plány péče, které navrhují například odborné vypalování porostů během holomrazů s ohledem na bezobratlé živočichy a jednoroční seč. V rezervaci je doporučena pastva zvířat, převážně koz a ovcí o stádech ve velikosti deseti kusů. Pastva zvířat zajistí změnu kompetice mezi druhy vegetace, odstraní přebytečnou biomasu a zabrání nežádoucí sukcesi společenstev. Vzniknou tak volné otevřené prostory, které vyhovují teplomilným trávníkům a xerotermním rostlinám. Pastva by přispěla k nutné obnově území.
Geologické podloží tvořené vulkanity starohorního stáří je dalším předmětem ochrany. Území se rozkládá na holocenních sedimentech. Součástí lokality jsou magmatické horniny jako metabazalt, bazalt a porfyr proteozoického stáří a na úpatí pahorků se nachází prachovce a břidlice. 

## Turismus
V současné době nemá turismus na území žádný výrazný vliv, protože Vršky pod Špičákem nejsou hojně navštěvovány. Hrozbu pro území by mohla představovat rozrůstající se zástavba nedaleké obce a s tím i přibývající množství lidí, kteří se v blízkosti lokality pohybují.